# 上海市六校联考
上海市六校联考，在上海地区通称六校联考，由于原先有十所学校参加，因此也被称作“十校联考”。“六校联考”是上海市六所著名的市级实验性示范性高中联合组织的一年一度的模拟考试，每年三月在这六所学校的高三年级进行，在上海所有的高中学校联考中处于“最高级别”，其历年试题常常被上海各大媒体和其它学校引用。考试科目与上海高考一致，包含语文、数学、英语、相关科目（即政治、历史、地理、物理、化学、生命科学中任选一门），但其试题难度通常大于高考。
2011年，十校中的四所（上海中学、复旦附中、交大附中和华东师大二附中）考虑到考试与各大高校自主招生考试时间冲突、试题过难不能反映考生实际水平等原因，宣布退出了十校联考，联考变为“六校”。
2017年上海市新高考改革以后，上海市六校联考停止，成为了历史名词。